# Mare Undarum
Mare Undarum (Mar de las olas) es un mar lunar localizado justo al norte del Mare Spumans, entre el cráter Firmicus y el borde este de la cara visible de la Luna. Pertenece a la cuenca Crisium, una zona de 740 kilómetros de diámetro llena con lagos (lacus) elevados, que rodea el Mare Crisium. Las coordenadas del mar son 6.8° N, 68.4° E, y tiene un diámetro de 243 km.
El material de la cuenca que rodea al mar es del período Nectárico, y el basalto interior es del Ímbrico Superior. El cráter Dubyago puede ser visto en el borde sur del mar. En el borde noreste se encuentra el cráter Condorcet P.

## Cultura popular
El Mar Undarum fue la localización de la segunda catapulta en la novela La Luna es una cruel amante, de Robert A. Heinlein. La posición exacta de la catapulta es mantenida en secreto "como materia de seguridad nacional lunar".